# Alex Fridman
Alex (Alexander) Fridman (en hebreo: אלכס פרידמן‎; Pinsk, 5 de abril de 1988) es un guionista israelí, uno de los iniciadores de la lucha por equiparar el subsidio por discapacidad con el salario mínimo. Además, es el fundador y presidente de la organización "Discapacitado, no medio humano". También se desempeña como consultor en las oficinas del gobierno israelí y es conferenciante en temas de liderazgo, empoderamiento personal y social.

## Biografía
Fridman nació y creció en Pinsk, en la Unión Soviética. En 1990, cuando tenía dos años, emigró a Israel con su familia. Cuando era niño, sufrió graves problemas médicos y en 1996 le diagnosticaron atrofia muscular espinal, que con el paso de los años provocó una parálisis casi completa de su cuerpo.
En 2000, debido a un nuevo empeoramiento de su condición médica, se vio obligado a abandonar la educación regular y comenzó a recibir lecciones en su casa. Durante esos años, estando postrado en cama, comenzó a estudiar guion. En 2011, tras la publicación de dos de sus exitosos trabajos, fue invitado a trabajar en el canal "Viva" y creó la blognovela "La trampa final".

## Actividad social

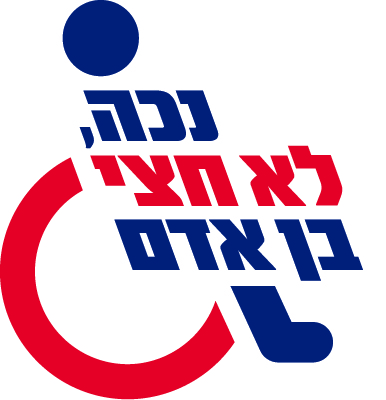
Logotipo "Discapacitado, no medio humano", 2015

En 2015, Fridman escuchó sobre una mujer con discapacidad que intentó suicidarse debido a sus dificultades económicas, y comenzó una campaña bajo el lema "discapacitada, no medio un humano", para aumentar el subsidio por discapacidad en Israel, que era uno de los más bajos en los países de la Organización para la Cooperación y el Desarrollo Económicos. Fridman inició una manifestación en la Plaza Rabin con decenas de artistas. En diciembre de 2015, el parlamentario israelí Ilan Gilon presentó ante la Knéset un proyecto de ley para igualar el subsidio de discapacidad al salario mínimo, pero la propuesta fue rechazada por una diferencia de un voto.
Tras el rechazo en la Knéset, Fridman se dirigió al Presidente de la Knéset, Yuli Edelstein, y le pidió que promoviera negociaciones directas con el gobierno israelí. Edelstein aceptó la solicitud y medió entre Fridman y su equipo, el ministro de Bienestar Social, Haim Katz, el director general del Ministerio de Finanzas, Shai Babad, el director general del Instituto Nacional de Seguros, el profesor Shlomo Mor-Yosef, y la comisionada para la igualdad de derechos de las personas con discapacidad, Ahya Kamara.
En abril de 2016, Fridman fundó la asociación "Discapacitado, no Medio Humano" con el objetivo de llevar a cabo una lucha apolítica para comparar las prestaciones por discapacidad con el salario mínimo, y promover derechos adicionales para las personas con discapacidad en Israel, que incluían la accesibilidad, el derecho a la vivienda, a cuidados de enfermería, a una atención médica adecuada y a la integración de las personas con discapacidad en la sociedad y en el empleo.
En agosto de 2016, tras las negociaciones con el Ministerio de Finanzas y una larga lucha liderada por él y varios grupos de discapacitados en las calles y en las redes sociales, el gobierno israelí decidió asignar 300 millones de séquels israelíes con el fin de aumentar los subsidios para personas con discapacidad y modificar la "Ley Laron". La decisión generó críticas entre organizaciones de discapacitados como "Los discapacitados se convierten en panteras" y personas discapacitadas que se hacían llamar "A-Team", quienes argumentaron que el aumento discriminaba entre personas con diferentes grados de discapacidad y no era significativo. Fridman acogió con satisfacción la decisión del gobierno, porque en su opinión era un paso importante por parte del gobierno que indicaba un cambio en su enfoque hacia las dificultades de las personas con discapacidad, pero rechazó la decisión de asignar cantidades significativamente más bajas de lo que esperaba. Como medida de protesta, Fridman inició la "Marcha de los Millonarios", una marcha de protesta que tuvo lugar dentro del centro comercial Azrieli en Tel Aviv, y luego bloqueó la cercana intersección de Menachem Begin con otros activistas.
Paralelamente a la actividads informativa y mediática sobre el tema del aumento de las prestaciones por discapacidad, Fridman continuó sus conversaciones con el ministro de Finanzas, Moshe Kahlon, y su equipo de Hacienda, con el fin de promover la creación de un comité profesional que debata en profundidad la situación de las personas discapacitadas en Israel. En diciembre de 2016, Fridman conoció al profesor Yaron Zelekha y lo convenció para que se ofreciera como voluntario en su organización y lo ayudara con asesoramiento financiero profesional. Un mes después, en enero de 2017, Fridman se reunió con Kahlon y sugirió que Zelekha presentara conclusiones sobre el tema, ya que conocía las asignaciones desde su anterior puesto como Contador General en el Ministerio de Finanzas.
Después de publicar el informe del Comité Zelekha, que determinaba que los beneficiarios de los subsidios por invalidez deberían recibir 4.500 millones de séquels en tres intervalos, el primer ministro Benjamín Netanyahu archivó las conclusiones del comité y creó un nuevo comité profesional encabezado por el presidente del Consejo Económico Nacional, Avi Simhon, para decidir sobre la cuestión del aumento de las prestaciones por invalidez. Las conclusiones del Comité Simhon fueron peores y provocaron la condena de Fridman y su organización. En respuesta a la condena, el presidente de la coalición, el miembro de la Knéset David Bitan, inició una conferencia de prensa en la que presentó un compromiso que fue aceptado por todas las facciones de la Knéset, incluido el diputado Ilan Gilon. Dos semanas después, esta iniciativa también fue archivada y Netanyahu anunció que avanzaría con las recomendaciones del Comité Simhon lo antes posible. El anuncio provocó un empeoramiento inmediato de la lucha de las personas discapacitadas.
El 2 de agosto de 2017, Fridman y su organización se manifestaron junto con otras personas discapacitadas frente a la casa de David Bitan, alegando que no cumplió su promesa. Como parte de la empeorando de la protesta, la organización de Fridman decidió realizar manifestaciones bloqueando carreteras en todo el país. En una de ellas, los manifestantes fueron impedidos de llegar a Ashdod, cinco manifestantes fueron arrestados y la policía de Israel afirmó que los manifestantes usaron violencia contra la policía y amenazaron con prenderse fuego. Por otro lado, los manifestantes afirmaron que la policía usó fuerza irrazonable. Fridman condenó la violencia, especialmente hacia los manifestantes discapacitados.
Mientras tanto, Fridman luchó por aumentar las asignaciones por discapacidad también en el ámbito legal, mediante una petición ante el Corte Suprema de Israel contra la Knéset y contra el gobierno. La petición fue presentada en cooperación con la organización paraguas de las personas discapacitadas, que agrupaba a treinta organizaciones, y con los jueces jubilados del tribunal de distrito de Tel Aviv, Tzipora Baron y Bracha Ofir-Tom, a quienes representó el abogado Yehuda Ressler. En respuesta, la oficina legal del Knéset solicitó rechazar la petición, argumentando que las personas discapacitadas no habían demostrado que no podían vivir con la asignación, que era de 2342 séquels (650 USD) por mes. La respuesta del Knéset causó un gran revuelo público y una serie de condenas por parte de los miembros del Knéset, figuras públicas y Fridman.
A finales de agosto de 2017, el gobierno también respondió a la petición y afirmó que se estaban promoviendo procesos para resolver la difícil situación de los discapacitados, y que no había lugar para la intervención del Tribunal Supremo. El 5 de septiembre de 2017, el presidente de Histadrut, Avi Nissenkorn, convocó a Fridman y a representantes de otras organizaciones de discapacitados a una reunión, y anunció que Histadrut se movilizaría en la lucha. Los líderes de las facciones y los principales comités también participaron en la reunión y anunciaron su apoyo al esquema del profesor Zelekha y a un marco presupuestario de 4 mil millones de ILS. Fridman anunció en todas las entrevistas que la lucha continuaría hasta el comienzo de las negociaciones directas con el gobierno. Nissenkorn anunció que comenzaría una campaña de "no abandonar a los discapacitados" y que si el problema no se cerraba en el próximo mes, Histadrut comenzaría con sanciones. Un día después, el 28 de septiembre de 2017, Nissenkorn, el profesor Avi Simhon, David Bitan, Ilan Gilon, Alex Fridman y varios otros representantes de discapacitados se reunieron para una maratónica reunión de negociación que duró más de 12 horas. En la reunión, Fridman presentó su esquema, que se basaba en el esquema de Zelekha, con dos cambios significativos: una adición de 150 millones de séquels para 50,000 niños discapacitados y un vínculo con el salario promedio en Israel. Al final de la reunión, se llegó a un acuerdo de compromiso dentro de un presupuesto de 4.2 mil millones de séquels.
Después de muchos meses, en los cuales el gobierno israelí retrasó la legislación de acuerdo al acuerdo, el 11 de enero de 2018 Fridman anunció la renovación de la protesta y lanzó una campaña publicitaria en carteles que se llamó: "Abandonan a los discapacitados – no estaremos de acuerdo con la mitad del acuerdo". Más tarde, Fridman organizó a 34 organizaciones sociales líderes que firmaron una carta al Ministro de Finanzas Kahlon bajo el título: "Esperamos acciones concretas", exigiendo la aprobación de la ley.
El 12 de febrero de 2018, la ley fue aprobada en segunda y tercera lectura en la Knéset, con un marco presupuestario de 4.341 mil millones de ILS, y entró en vigencia en el Estado de Israel. En marzo de 2018, después de muchas protestas, la asignación por discapacidad se incrementó de 2342 ILS a 3272 ILS al mes.
Debido al brote del virus corona en Israel durante el mandato del trigésimo cuarto gobierno israelí, que gobernó hasta mayo de 2020, Fridman promovió una subvención de 500 ILS para las personas discapacitadas en Israel. Continuó promoviendo la ley de subsidios para los discapacitados durante el trigésimo quinto gobierno israelí mediante conversaciones directas con el ministro de Finanzas, Yisrael Katz. La ley del corona se aprobó en octubre de 2020. En marzo de 2021, el gobierno israelí aprobó la extensión de la subvención.